# Toompea
Toompea (fra tysk: Domberg, "Domkirkebjerget") er en kalkstensbakke i den centrale del af byen Tallinn, hovedstaden i Estland. Bakken er et aflangt flad bakke, som måler omkring 400x250 meter, har et areal på syv hektar og er omkring 20-30 meter højere end de omkringliggende områder. I folklore er bakken kendt som tumulus-højen over Kalev-graven, opført af hans sørgende kone til hans ære.
Toompeas historie er tæt knyttet til historien om herskerne og magten i Estland. I dag er Toompea centrum for Estlands regering og Riigikogu (parlamentet), som begge ofte bliver omtalt som Toompea. Riigikogu holder til i Toompea Slot, der er beliggende i det sydvestlige hjørne af bakken og toppes af Lange Hermann-tårnet. Flaget på toppen af tårnet er et af de mest kendte symboler på regeringen i Estland.
Toompea er en del af UNESCOs verdensarvliste, da den er en del af Tallinns gamle bydel.

## Geologi og topografi
Geologisk er Toompea forbundet med den nordlige estiske klint (der i sig selv en del af den baltiske klint). Toompea, en separat reliksklint-ø, ligger omkring 1,5  km nordvest for det nordlige estiske kalkstensplateau. Plateauet og Toompea er forbundet med en let skrånende sandstenskanten. Fra øst, nord og vest grænses Toompea i 1,5 km af en klippe med en højde på op til 25 m. Den sydlige skråning af bakken falder mere forsigtigt. Det øverste lag af bakken består af ordovicisk kalksten (tykkelse ca. 5 m), som også er hovedstenen, der ses ved klippen. Imidlertid er det meste af klippens ansigt blevet skjult bag en beskyttende væg og kun få udfald er tilbage.
Toompea opstod først som en ø i Den baltiske issø for omkring 10.000 år siden. På grund af stabil efterglacial landhævning blev det forbundet med fastlandet i det tidlige Littorinahavet-stadie. I år 5.000 fvt. nåede havet stadig til foden af Toompeas klipper. Den moderne kystlinje har en afstand på mere end én km fra Toompea og foden af bakken ligger 17-20 m over havets overflade. Bakken når ca. 48 m i højde.

## Mytologi
Ifølge estisk mytologi er Toompea kendt som tumulus-højen over Kalevs grav, rejst til hans ære af hans sørgende kone Linda, som beskrevet i det nationale epos Kalevipoeg:
 Linda sørgede over Kalev i flere måneder indtil tre måneder var gået, og det fjerde var langt fremskreden. Hun oplagde en varde af sten over hans grav, hvilke skabte den bakke hvorpå Revels Katedral nu står.